# Amt Torgelow-Ferdinandshof
Amt Torgelow-Ferdinandshof blev oprettet 1. januar 2005 af det tidligere amt Ferdinandshof og den tidligere amtsfrie by Torgelow. Amt Torgelow-Ferdinandshof består af seks kommuner og byen Torgelow, hvor amtsforvaltningen ligger. Amtet ligger i den sydlige del af Landkreis Vorpommern-Greifswald i den tyske delstat Mecklenburg-Vorpommern og grænser med sydspidsen til delstaten Brandenburg.
1. januar 2011 blev den tidligere selvstændige kommune Wietstock indlemmet i Altwigshagen. 25. maj 2014 blev kommunen Heinrichsruh og den tidligere til Amt Am Stettiner Haff-hørende kommune Torgelow-Holländerei indlemmet i Torgelow.

## Kommuner i amtet
- Altwigshagen med Borckenfriede, Charlottenhorst, Demnitz, Finkenbrück og Wietstock
- Ferdinandshof med Aschersleben, Blumenthal, Louisenhof und Sprengersfelde
- Hammer a. d. Uecker med Liepe og Försterei Ausbau
- Heinrichswalde
- Rothemühl
- Stadt Torgelow med Drögeheide, Heinrichsruh, Müggenburg, Müggenburger Teerofen, Spechtberg og Torgelow-Holländerei
- Wilhelmsburg med Eichhof, Eichhof Siedlung, Fleethof, Friedrichshagen, Grünhof, Johannisberg, Mariawerth, Mittagsberg og Mühlenhof